# Cruria tropica
Cruria tropica är en fjärilsart som beskrevs av Lucas 1891. Cruria tropica ingår i släktet Cruria och familjen nattflyn. Inga underarter finns listade i Catalogue of Life.